# Jürgen Sparwasser
Jürgen Sparwasser (ur. 4 czerwca 1948 w Halberstadt) – były niemiecki (NRD) piłkarz, pomocnik, napastnik, trener.

## Kariera
W latach 1966–1979 był zawodnikiem 1. FC Magdeburg, był to jedyny klub w jego karierze. Strzelił dla 1. FC ponad 100 bramek. Wraz z zespołem z Magdeburga wywalczył tytuł mistrzowski w latach 1972, 1974 i 1975, a także kilkakrotnie Puchar NRD. Największym sukcesem w karierze Sparwassera było zdobycie wraz z zespołem Pucharu Zdobywców Pucharów po zwycięstwie 8 maja 1974 w Rotterdamie nad zespołem A.C. Milan 2:0.
W reprezentacji w latach 1969–1977 rozegrał 53 spotkania i strzelił 15 bramek, choć niektóre źródła zaliczają mu 48 oficjalnych spotkań. Uczestniczył w MŚ 1974. Zagrał we wszystkich sześciu meczach NRD w turnieju, a w historycznym meczu z RFN zdobył jedyną bramkę spotkania. W 1972 z drużyną narodową zdobył brązowy medal na IO 72 w Monachium.
Jest jedynym zawodnikiem, który strzelił gola w rywalizacji pomiędzy reprezentacjami wschodnich i zachodnich Niemiec. Miało to miejsce podczas meczu NRD – RFN w czasie Mistrzostw Świata w Piłce Nożnej 1974.